# Анока (Небраска)
Анока (енгл. Anoka) град је у америчкој савезној држави Небраска.

## Демографија
По попису из 2010. године број становника је 6, што је 4 (-40,0%) становника мање него 2000. године.
| Група             | 2000.       | 2010.      |
| Белци             | 10 (100,0%) | 6 (100,0%) |
| Афроамериканци    | 0 (0,0%)    | 0 (0,0%)   |
| Азијати           | 0 (0,0%)    | 0 (0,0%)   |
| Хиспаноамериканци | 0 (0,0%)    | 0 (0,0%)   |
| Укупно            | 10          | 6          |